# Zbigniew Brzoska

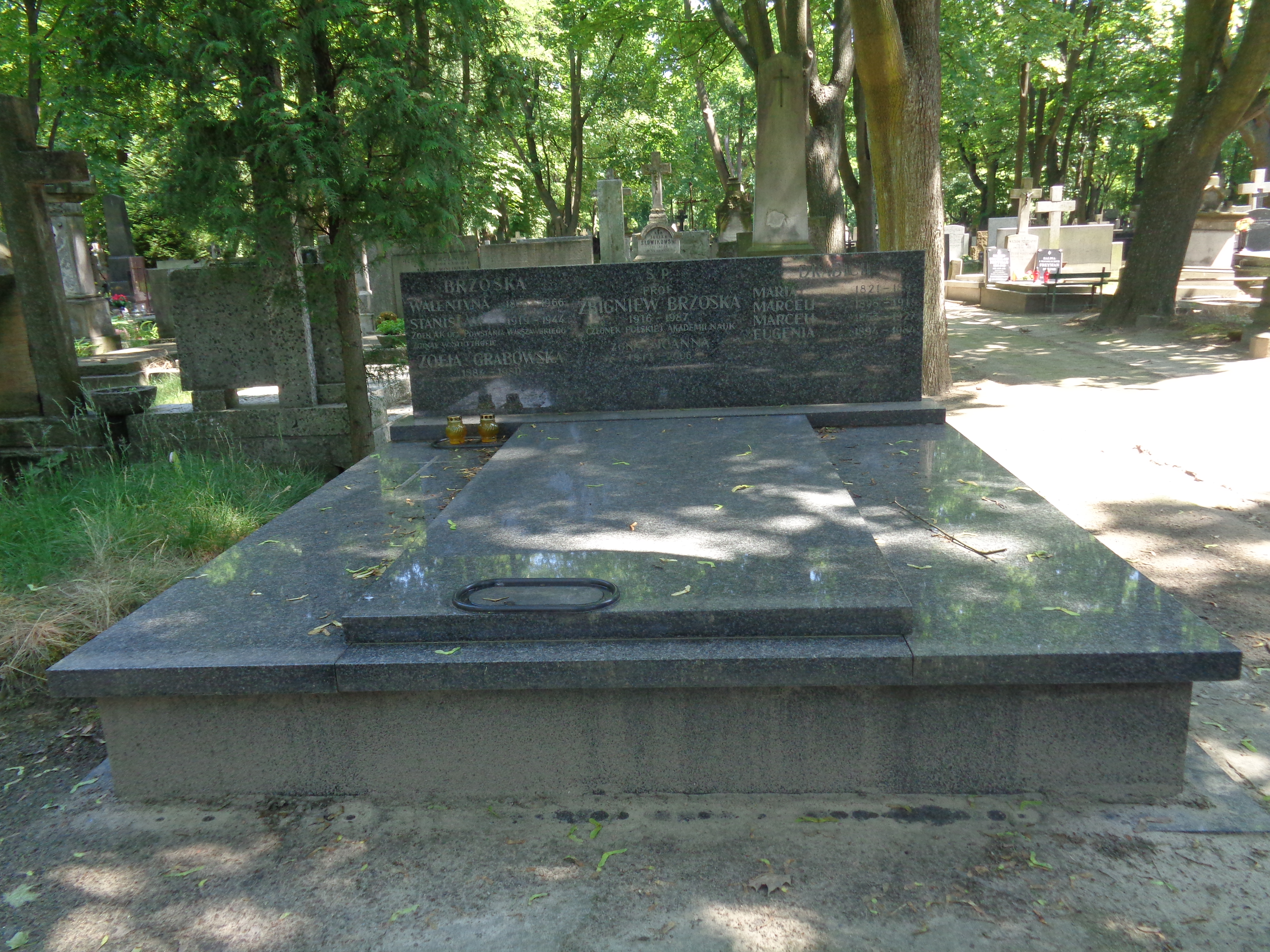
Grób Zbigniewa Brzoski na cmentarzu Powązkowskim

Zbigniew Stanisław Brzoska (ur. 27 września 1916 w Warszawie, zm. 9 maja 1987 tamże) – polski naukowiec, żołnierz AK, inżynier mechanik, profesor Politechniki Warszawskiej i Szkoły Inżynierskiej im. Wawelberga i Rotwanda.

## Życiorys
Urodził się w rodzinie Leona Lucjana, inż. przemysłu drzewnego, i Walentyny z domu Drabich (1886–1966). Do 1926 uczęszczał do szkoły podstawowej Zofii Rontalerowej w Warszawie. W 1934 zdał maturę w Państwym Gimnazjum Realnym im. J. Lelewela w Warszawie. W 1939 ukończył studia na Oddziale Lotniczym Wydziału Mechanicznego Politechniki Warszawskiej. W okresie studiów był członkiem Iuventus Christiana, a w latach 1938–1939 prowadził działalność konstruktorską na Oddziale Studiów Wytwórni Płatowców PZL Okęcie.
W czasie II wojny światowej był członkiem AK grupy „Dural”.
W 1946 obronił rozprawę doktorską (promotor Maksymilian Tytus Huber) uzyskując tytuł doktora nauk technicznych. W latach 1946–1951 był profesorem Wytrzymałości Materiałów w Szkole Inżynierskiej im. H. Wawelberga i S. Rotwanda. W latach 1950–1962 był członkiem, a następnie przewodniczącym Komisji Programowych Wydziałów Mechanicznych w Ministerstwie Nauki i Szkolnictwa Wyższego. Od 1956 do 1960 pełnił funkcję dziekana Wydziału Lotniczego Politechniki Warszawskiej, od 1963 do 1965 był dziekanem Wydziału Mechanicznego Energetyki i Lotnictwa Politechniki Warszawskiej. W latach 1960–1970 kierował Katedrą Wytrzymałości Materiałów i Konstrukcji, a w okresie 1970–1984 Zakładem Wytrzymałości Materiałów i Konstrukcji Wydziału Mechanicznego Energetyki i Lotnictwa. W latach 1972–1977 był kierownikiem Studium Doktoranckiego PW, w latach 1973–1978 opiekunem specjalności Lotnictwo Wydziału Mechanicznego Energetyki i Lotnictwa PW, a w latach 1981–1984 Przewodniczącym Senackiej Komisji ds. Dydaktyki i Kierunków Studiów PW.
W 1969 został członkiem korespondentem Polskiej Akademii Nauk, a w roku 1981 członkiem rzeczywistym. Pełnił także funkcję przewodniczącego Komitetu Budowy Maszyn PAN. Był członkiem Polskiego Towarzystwa Astronautycznego i Polskiego Towarzystwa Mechaniki Teoretycznej i Stosowanej.
W pracy naukowej zajmował się głównie zagadnieniami wytrzymałości konstrukcji cienkościennych, z jego inicjatywy (przy poparciu prof. Fiszdona)  powstał, wysiłkiem Głównego Instytutu Lotnictwa w Warszawie, pierwszy polski śmigłowiec BŻ-1 GIL. Jego dorobek jest bardzo wszechstronny, był też m.in. autorem koncepcji nadwozia samonośnego polskiego autobusu San H01B i ich wersji pochodnych.
Od 1939 był mężem Joanny z domu Kachan (1913–2006), z którą miał cztery córki: Barbarę (ur. 1940), Joannę (ur. 1941), Martę (ur. 1945) i Bronisławę (ur. 1951).
Zmarł w Warszawie, pochowany na cmentarzu Powązkowskim (kwatera 78-6-29,30).

## Ordery i odznaczenia
- Krzyż Oficerskim Orderu Odrodzenia Polski (1976)
- Krzyż Kawalerski Orderu Odrodzenia Polski (1957)
- Srebrny Krzyż Zasługi (31 października 1946)[6]
- Medal 30-lecia Polski Ludowej (1974)
- Medal 10-lecia Polski Ludowej (19 stycznia 1955)[7]
- Odznaka tytułu honorowego „Zasłużony Nauczyciel PRL” (1979)

Źródło: Brzoska Zbigniew.